# Зорян, Ерванд
Ерванд Зорян (англ. Yervant Zorian; 17 мая 1956, Алеппо, Сирия) — вице-президент и главный научный сотрудник Virage Logic, вице-президент IEEE Computer Society. Главный архитектор и научный сотрудник Synopsys, а также президент Synopsys Armenia. Главный технолог LogicVision и почётный член технического персонала AT&T Bell Laboratories. Основатель и председатель Рабочей группы по стандартизации IEEE 1500. Почётный главный редактор IEEE Design and Test of Computers, адъюнкт-профессор Университета Британской Колумбии. Член Совета управляющих Computer Society и CEDA. Генеральный председатель 50-й конференции по автоматизации проектирования (DAC).  

## Биография
Был младшим сыном Арутюна Зоряна, известного торговца из Трабзона.
Зорян получил степень магистра наук по вычислительной технике в Университете Южной Калифорнии, степень доктора наук по электротехнике в Университете Макгилла и степень магистра делового администрирования в Школе бизнеса Уортона Пенсильванского университета.
Ерванд Зорян внёс значительный вклад в развитие ИТ-сектора Армении. Он был одним из первых, кто открыл ИТ-потенциал страны в начале 1990-х годов и открыл его для иностранных компаний.
Зорян является основателем и президентом Армянского виртуального колледжа (AVC) AGBU и членом Центрального совета директоров AGBU. Также является попечителем Американского университета Армении (AUA), иностранным членом Национальной академии наук Армении, председателем отделения AGBU в Кремниевой долине.

## Достижения
Ерванд Зорян имеет 35 патентов США, является автором четырёх книг, опубликовал более 350 рецензируемых статей и получил множество наград за лучшую статью.
Член IEEE с 1999 года. Был удостоен престижной премии Industrial Pioneer Award 2005 года за вклад в BIST и премии IEEE Hans Karlsson Award 2006 года за дипломатию. Он получил премию IEEE Distinguished Services Award за руководство TTTC, премию IEEE Meritorious Award за выдающийся вклад в EDA, а в 2014 году — Национальную медаль Республики Армения за науку.
Мэр города Санта-Клара, Калифорния, объявил 1 сентября «Днём доктора Ерванда Зоряна» в знак признания выдающихся достижений учёного-новатора и педагога в области виртуального обучения. 
В 2025 году награждён армянской медалью «За заслуги перед Отечеством» I степени.